# Antonio Mota
Antonio Mota Romero (né le 2 janvier 1939 à Mexico au Mexique et mort le 13 septembre 1986) est un joueur de football international mexicain, qui évoluait au poste de gardien de but.

## Biographie

### Carrière en sélection
Avec l'équipe du Mexique, il joue 15 matchs (pour aucun but inscrit) entre 1961 et 1970. 
Il figure dans le groupe des sélectionnés lors des coupes du monde de 1962 et de 1970 (sans toutefois jouer de matchs lors des phases finales de ces compétitions).

## Palmarès
| Oro de Jalisco - Championnat du Mexique (1) : - Vainqueur : 1962-63. |  | Club Necaxa - Coupe du Mexique (1) : - Vainqueur : 1965-66. - Supercoupe du Mexique (1) : - Vainqueur : 1966. |